# Sarabia, Sinaloa
Sarabia är en ort i Mexiko.   Den ligger i kommunen Sinaloa och delstaten Sinaloa, i den västra delen av landet, 1 200 km nordväst om huvudstaden Mexico City. Sarabia ligger 127 meter över havet och antalet invånare är 437.
Terrängen runt Sarabia är platt åt sydväst, men åt nordost är den kuperad. Runt Sarabia är det glesbefolkat, med 19 invånare per kvadratkilometer. Närmaste större samhälle är Sinaloa de Leyva, 14,3 km väster om Sarabia. I omgivningarna runt Sarabia växer huvudsakligen savannskog.